# 桃園市清華高級中等學校
桃園市私立清華高級中學，簡稱清華高中、CHVS，是一所位於桃園市新屋區的完全中學，創校於民國60年（1971年），原名桃園縣清華工商職業學校，是全臺唯一一所辦理與軌道修護相關科系「軌道車輛科」及桃園市第一所辦理「國軍專班」的高級中學。

## 校史

### 清華商職時期
- 1971年於新屋鄉購校地三甲，興建第一期校舍，董事會奉准成立，設機工科、汽車修護科、建築製圖科以及綜合商業科等四科。
- 1972年奉准設補校，設機工科、電器修護科、綜合商業科以及中級商業科等四科。

### 清華工家時期
- 1997年核准綜合高中。
- 1999年核准招收特教班。

### 桃園縣清華高級中學時期
- 2002年補校更名為附設進修學校，教育部同意辦理附設托兒所。
- 2003年核准辦理國中部。
- 2009年托兒所撤銷立案。
- 2014年成立軌道車輛科。
- 2015年交通部臺灣鐵路管理局贈送柴電機車頭(R70)與復興號車廂予本校作為教學教材。
- 2016年普通科停招。

### 清華學校財團法人時期
- 2021年成立國軍專業人才培訓專班。

## 外部連結
- （繁體中文）桃園市清華高級中等學校 （页面存档备份，存于）